# Stepan Sorian-Rosdom

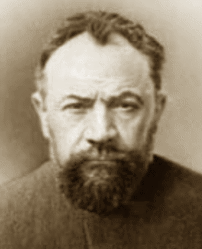
Stepan Zoryan

Stepan Sorian (armenisch Ստեփան Զօրեան, russisch Зорян-Ростом, Степан Григорьевич, * 1867; † 1919), besser bekannt unter seinem nom de guerre Rostom (Ռոստոմ), war einer der drei Gründer der Armenischen Revolutionären Föderation und ein Anführer der Armenischen Nationalen Befreiungsbewegung (Հայ ազգային-ազատագրական շարժում Hay azgayin-azatagrakan sharzhum).

## Leben

### Jugend
Zorian wurde in Tsghna, Erivan Governorate (Nakhichevansky Uyezd), dem heutigen Çənnəb, Aserbaidschan, geboren. Er besuchte eine weiterführende Schule in Moskau, verließ diese jedoch ohne einen Abschluss. Er begab sich nach Tiflis, Georgien, wo er mit Christapor Mikaelian und Simon Zavarian bekannt wurde, die ebenfalls eine Laufbahn als Revolutionäre einschlugen.

### Gründung der Armenischen Revolutionären Föderation
Zusammen gründeten sie 1890 die Hay azgayin-azatagrakan sharzhum (Armenische Revolutionäre Föderation, ARF). Diese neue politische Partei hatte einen bedeutenden Einfluss auf das Armenische Volk. Sie sammelten Unterstützer, indem sie Reformen forderten und zu den Waffen griffen, um Armenier im Osmanischen Reich zu schützen.

### Tätigkeiten und Reisen
Sorian zog nach Genf in die Schweiz, wo er das Droshak Journal (Troshag) herausgab. In Karin (Garin) gab er sich als Teekessel-Verkäufer aus, weil die Parteimitglieder der ARF aus der Türkei verbannt worden waren. Unter diesem Deckmantel gründete er Studentengruppen. Später ließ er sich in Bulgarien nieder, wo er im Kampf gegen Abdülhamid II. eine Kooperation zwischen der ARF und der Innere Mazedonische Revolutionäre Organisation (Vatreshna Makedonska Revolyutsionna Organizatsiya) schuf. Zusammen mit seiner Frau Lisa Melik Shahnazarianan eröffnete er zudem eine armenische Schule.

## Nach der Konstitunellen Revolution der Türkei
Während der Konstitutionellen Revolution 1908 in der Türkei zog er nach Garin. Als 1914 der Erste Weltkrieg ausbrach, ging er zunächst nach Europa und dann in den Kaukasus. Dort beteiligte er sich am Armenisch-Tatarischen Konflikt (Հայ-թաթարական ընդհարումներ - Haj-tatarakan endharumner). Während der Iranischen Konstitutionellen Revolution kämpfte er mit den Persischen Revolutionären. Außerdem leitete er den Kampf der Selbstverteidigung in Baku. Nach dem katastrophalen Ausgang floh er mit tausenden anderen Armeniern in den Iran.

## Tod
Sorian starb 1919 in Tiflis, im Alter von 52 Jahren. Er war der einzige der Gründer der ARF, der die junge unabhängige Demokratische Republik Armenien erlebte.